# Християн Самуель Вейс
Християн Самуель Вейс (нім. Christian Samuel Weiss; 26 лютого 1780, Лейпциг — 1 жовтня 1856, Хеб) — німецький мінералог і кристалограф.

## Біографія
Християн Самуель Вейс народився 26 лютого 1780 року в містечку Лейпциг. Вейс навчався в Лейпцизі, Берліні та Фрайберзі. У 1803 році він захистив докторську дисертацію в Лецпцизі і отримав там в 1808 році кафедру фізики.
У 1810 році Вейс був запрошений до університету Берліна, де він став професором мінералогії. Тут він розвинув математичну галузь мінералогії за дуже природним методом і зробив його основою побудови кристалів. До того ж він визначив кристалохімічні системи, перша робота в цьому напрямку вийшла в 1813 році і називалася «Über die natürlichen Abteilungen der Krystallisationssysteme».
У 1853 році він був нагороджений орденом «Pour le Mérite за науку і мистецтво».
Християн Самуель Вейс помер 1 жовтня 1856 року під час поїздки до цілющих джерел, біля містечка Хеб в Богемії.

## Нагороди
- Орден «Pour le Mérite за науку і мистецтво»

## Членство
- Леопольдина
- Геттінгенська академія наук
- Баварська академія наук
- Прусська академія наук.